# Norovirus
Il norovirus, a volte indicato come virus del vomito invernale, è la causa più comune di gastroenterite. L'infezione è caratterizzata da diarrea non sanguinante, vomito e dolore addominale accompagnati anche da febbre o mal di testa. I sintomi di solito si sviluppano in un lasso di tempo che va da 12 a 48 ore dopo essere stati esposti al contagio e il recupero si verifica in genere entro 1-3 giorni . Le complicazioni sono rare, ma possono comprendere la disidratazione, specialmente nei giovani, negli anziani e in persone con altri problemi di salute.
Il virus si diffonde generalmente per via oro-fecale.  Ciò può avvenire attraverso cibo o acqua contaminati o per contatto da persona a persona. Può anche diffondersi attraverso le superfici contaminate o a causa dell'aerosol creato dal vomito di una persona infetta. I fattori di rischio comprendono la preparazione di alimenti in condizioni di scarsa igiene e dalla condivisione di alloggi vicini. La diagnosi si basa generalmente sui sintomi. I test di conferma non sono di solito disponibili ma possono essere eseguiti durante le epidemie da parte di agenzie di sanità pubblica.
La prevenzione prevede il corretto lavaggio delle mani e la disinfezione delle superfici contaminate. I disinfettanti per le mani, a base di alcol, possono essere utilizzati in aggiunta, ma sono meno efficaci dell'accurato lavaggio delle mani con il sapone. Non esiste un vaccino o un trattamento specifico per il norovirus. Viene trattato con cure di supporto come bere liquidi, in quantità sufficienti, o con la somministrazione di liquidi per via endovenosa (fleboclisi). Le soluzioni di reidratazione orale sono i liquidi preferiti da bere, anche se altre bevande senza caffeina o alcol possono aiutare.
Il norovirus provoca circa 685 milioni di casi di malattia e 200000 morti all'anno in tutto il mondo. È comune sia nei paesi sviluppati che in quelli in via di sviluppo. Sono più spesso colpiti i soggetti di età inferiore ai cinque anni e in questo gruppo provoca circa 50000 morti nei paesi del terzo mondo. Le infezioni da norovirus si verificano più comunemente durante i mesi invernali. Si verificano spesso con focolai, specialmente tra coloro che vivono in spazi ristretti. Negli Stati Uniti, è la causa di circa la metà di tutti i focolai di malattie di origine alimentare. Il virus prende il nome dalla città di Norwalk, in Ohio, dove si verificò un focolaio nel 1968.

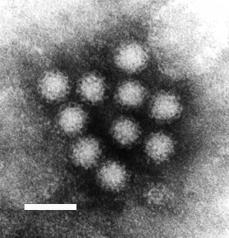
Il norovirus visto al microscopio elettronico. la striscia bianca è = 50 nm

## Segni e sintomi
L'infezione da norovirus è caratterizzata da nausea, vomito, diarrea acquosa, dolore addominale e, in alcuni casi, perdita del gusto. Una persona di solito sviluppa i sintomi di gastroenterite tra 12 - 48 ore dopo essere stata esposta al virus. Possono verificarsi letargia generale, debolezza, dolori muscolari, mal di testa e febbri molto basse. Dalla malattia si guarisce, di solito, spontaneamente e le complicanze gravi sono molto rare. Sebbene contrarre il norovirus possa essere spiacevole, di solito non è pericoloso e la maggior parte di coloro che ne sono colpiti si riprende completamente entro due o tre giorni.
Il norovirus può generare un'infezione di lunga durata nelle persone immunocompromesse, come quelle con Immunodeficienza comune variabile o con un sistema immunitario soppresso dopo il trapianto di organi. Queste infezioni possono essere con o senza sintomi. Nei casi più gravi, le infezioni persistenti possono portare a enteropatia associata a norovirus, atrofia dei villi intestinali e malassorbimento.

## Virologia

### Trasmissione
I norovirus sono trasmessi direttamente da persona a persona (62–84% di tutti i focolai segnalati) e indirettamente attraverso acqua e cibo contaminati. Sono estremamente contagiosi e meno di venti particelle di virus possono causare un'infezione (alcune ricerche suggeriscono che ne basterebbero solo cinque). La trasmissione può avvenire tramite aerosol in caso di vomito di persone colpite dalla malattia e da quello creato mediante lo sciacquone del bagno in presenza di vomito o diarrea. L'infezione può essere generata dal consumo di cibo o dalla respirazione di aria nelle vicinanze di un episodio di vomito, anche dopo che le superfici sono state accuratamente ripulite. I virus continuano a essere eliminati anche dopo che i sintomi si sono attenuati e il contagio può ancora essere rilevato molte settimane dopo l'infezione.
Il vomito, in particolare, trasmette efficacemente l'infezione e sembra consentire la trasmissione attraverso l'aria. In letteratura risulta il caso di una persona che ha vomitato e diffuso l'infezione in un ristorante, suggerendo così che molti casi inspiegabili di intossicazione alimentare possono avere origine dal vomito. Nel dicembre 1998, 126 persone stavano cenando a sei tavoli diversi e una donna vomitò sul pavimento. Il personale ripulì rapidamente e le persone continuarono a mangiare. Tre giorni dopo alcuni iniziarono ad ammalarsi e 52 persone riportarono una serie di sintomi, da febbre e nausea a vomito e diarrea. La causa non venne immediatamente identificata. I ricercatori tracciarono la disposizione dei posti ai tavoli: oltre il 90% delle persone sedute allo stesso tavolo della donna malata si ammalarono a loro volta. C'era stata pertanto una correlazione diretta tra il rischio di infezione delle persone sedute negli altri tavoli e la loro vicinanza alla donna malata. Più del 70% dei commensali di un tavolo adiacente si ammalarono, mentre in un tavolo posto dall'altra parte della sala, il tasso di infezione rimase limitato al 25%. L'epidemia venne attribuita a un virus simile al Norwalk (norovirus). Altri casi di trasmissione per vomito sono stati successivamente identificati.
In un focolaio in un congresso internazionale nei Paesi Bassi, ogni persona con gastroenterite ha infettato una media di 14 persone prima che fossero messe in atto misure di igiene maggiori. Anche dopo l'adozione di queste nuove misure, una persona malata ha comunque infettato in media altre 2,1 persone. Uno studio dei Centri statunitensi per il controllo e la prevenzione delle malattie (CDC) di 11 focolai registrati nello Stato di New York elenca la modalità sospetta di trasmissione come da persona a persona in sette casi, su base alimentare in due, su base acquosa in uno e un altro del tutto sconosciuto. La fonte dei focolai causati dall'acqua può comprendere acqua proveniente da forniture di acquedotto, pozzi, laghi adibiti a balneazione, piscine e macchine per il confezionamento del ghiaccio.
I crostacei e gli ingredienti dell'insalata sono gli alimenti più spesso coinvolti nelle epidemie di norovirus. L'ingestione di molluschi che non sono stati sufficientemente riscaldati, a meno di 75 °C (167 °F), presentano un alto rischio di infezione da norovirus. Gli alimenti diversi dai molluschi possono essere contaminati da alimenti infetti.  Molti focolai di norovirus sono stati ricondotti al cibo preparato o manipolato da una persona infetta.

### Classificazione
I norovirus (NoV) sono un gruppo geneticamente diversificato di RNA a senso positivo a singolo filamento, virus non avvolti appartenenti alla famiglia dei Caliciviridae. Secondo il Comitato internazionale per la tassonomia dei virus, il genere Norovirus ha una specie, che si chiama virus Norwalk. I sierotipi, i ceppi e gli isolati comprendono:
- Virus Norwalk
- Virus delle Hawaii
- Virus Snow Mountain
- Virus del Messico
- Virus Desert Shield
- Virus di Southampton
- Virus di Lordsdale
- Wilkinson virus[30]

I norovirus comunemente isolati nei casi di gastroenterite acuta appartengono a due genogruppi: il genogruppo I (GI) comprende il virus Norwalk, il virus Desert Shield e il virus Southampton, e il II (GII), che comprende il virus Bristol, il virus Lordsdale, il virus Toronto, il virus Messico, il virus Hawaii e il virus Snow Mountain.
I norovirus possono essere geneticamente classificati in almeno sette diversi genogruppi (GI, GII, GIII, GIV, GV, GVI e GVII), che possono essere ulteriormente suddivisi in diversi gruppi genetici o genotipi. Ad esempio, il genogruppo II, il genogruppo umano più diffuso, attualmente contiene 19 genotipi. I genogruppi I, II e IV infettano l'uomo, mentre il III infetta le specie bovine e il V è stato recentemente isolato nei topi.
La maggior parte dei norovirus che infettano l'uomo appartiene ai genogruppi GI e GII. I norovirus del genogruppo II, il genotipo 4 (abbreviato in GII.4) rappresentano la maggior parte dei casi di gastroenterite negli adulti e spesso sono presenti in tutto il mondo. Esempi recenti riguardano la varietà US95/96-US, associata a epidemie globali tra la metà e la fine degli anni 1990, il virus Farmington Hills associato a focolai in Europa e negli Stati Uniti nel 2002 e nel 2004 e il virus Hunter, associato a epidemie in Europa, Giappone e Australasia. Nel 2006, c'è stato un altro grande aumento dell'infezione da NoV in tutto il mondo. I rapporti hanno mostrato un legame tra l'espressione degli antigeni del gruppo isto-sangue umano (HBGA) e la suscettibilità all'infezione da norovirus. Gli studi hanno suggerito che il capside dei norovirus potrebbe essersi evoluto dalla pressione selettiva degli HBGA umani.
Uno studio del 2008 suggerisce che la proteina MDA-5 potrebbe essere il principale sensore immunitario che rileva la presenza di norovirus nel corpo. Alcune persone hanno variazioni comuni del gene MDA-5 che potrebbero renderle più suscettibili all'infezione da norovirus.
Uno studio del 2010 ha suggerito che una specifica versione genetica del norovirus (che non sarebbe distinguibile da altri tipi di virus usando test anticorpali virali standard) interagisce con una specifica mutazione nel gene ATG16L1 per aiutare a innescare la malattia sintomatica di Crohn nei topi che sono stati sottoposti a una sostanza chimica che provoca lesioni intestinali simili al processo nell'uomo. Esistono altri modi simili per far sì che tali malattie si verifichino in questo modo e questo studio in sé non dimostra che il norovirus causi la malattia di Crohn nell'uomo.

### Struttura
| Gene      | Struttura   | Simmetria | Capside       | Disposizione genomica | Segmentazione genomica |
| --------- | ----------- | --------- | ------------- | --------------------- | ---------------------- |
| Norovirus | Icosaedrica | T=1, T=3  | Non-enveloped | Lineare               | Monopartita            |

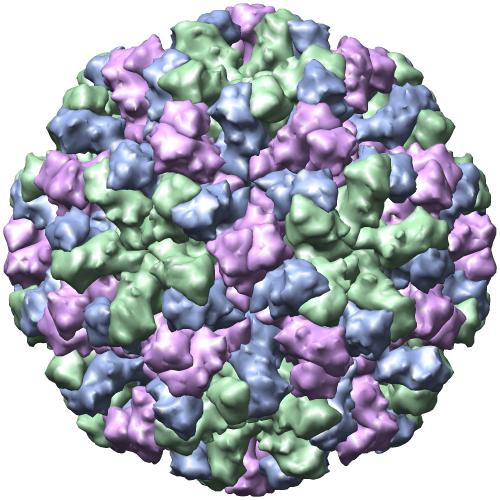
Struttura cristallografica, ai raggi X, del capside del virus Norwalk

I norovirus sono non avvolti, con geometrie icosaedriche. I diametri dei capside variano ampiamente, da 23 a 40 nm. I capside più grandi (38–40 nm) presentano una simmetria T=3 e sono composti da 180 proteine VP1. I piccoli capside (23 nm) mostrano la simmetria T=1 e sono composti da 60 proteine VP1. Le particelle virali mostrano una struttura superficiale amorfa quando visualizzate mediante microscopia elettronica.

### Genoma
I norovirus contengono un genoma di RNA a polarità positiva lineare, non segmentato, di circa 7,5 kilobasi, codificante una grande poliproteina che viene suddivisa in sei proteine non strutturali più piccole (da NS1/2 a NS7) dal virale 3C-simil proteasi (NS6), una proteina strutturale principale (VP1) di circa 58~60 kDa e una proteina capside minore (VP2).
La regione più variabile del capside virale è il dominio P2, che contiene siti di presentazione dell'antigene e regioni di legame del recettore dei carboidrati.

### Evoluzione
I gruppi 1, 2, 3 e 4 hanno condiviso un antenato comune nell'anno 867. I virus del gruppo 2 e del gruppo 4 hanno condiviso un antenato comune nel 1443 circa (densità posteriore massima del 95% 1336-1542). Diverse stime del tasso di evoluzione sono state fatte variando da 8.98 × 10−3 to 2.03 × 10−3 sostituzioni per sito all'anno.
Il tasso di mutazione stimato (1.21×10−2 to 1.41×10−2 sostituzioni per sito per anno) in questo virus è più elevato se comparato con quello di altri virus RNA.
Inoltre, esiste un hotspot di ricombinazione sulla giunzione ORF1-ORF2 (VP1).

### Ciclo di replicazione
La replicazione virale è citoplasmatica. L'ingresso nella cellula ospite è raggiunto tramite l'attaccamento ai recettori ospiti, che media l'endocitosi. La trascrizione del virus RNA a filamento positivo è il metodo di replicazione. La trasmissione avviene tramite scansione e reinizializzazione della terminazione del RNA. Gli esseri umani e altri mammiferi servono da ospiti naturali. Le vie di trasmissione sono oro-fecali e per contaminazione.
| Gene      | Ospite           | Trofismo tissutale   | Porta d'ingresso                   | Dettagli di diffusione | Sito di replicazione | Sito di raggruppamento | Trasmissione |
| --------- | ---------------- | -------------------- | ---------------------------------- | ---------------------- | -------------------- | ---------------------- | ------------ |
| Norovirus | Umani; mammiferi | Epitelio intestinale | Endocitosi del recettore cellulare | Lisi                   | Citoplasma           | Citoplasma             | Oro-fecale   |

### Fisiopatologia
Quando una persona viene infettata dal norovirus, questo viene replicato nell'intestino tenue. Dopo circa uno o due giorni, possono comparire sintomi di infezione. Il sintomo principale è la gastroenterite acuta che si sviluppa tra le 12 e le 48 ore dopo l'esposizione al contagio e dura dalle 24 alle 72 ore. La malattia, di solito, guarisce spontaneamente ed è caratterizzata da nausea, vomito intenso, diarrea acquosa e dolore addominale e, in alcuni casi, dalla perdita del gusto. Possono verificarsi letargia generale, debolezza, dolori muscolari, mal di testa, tosse e febbriciattola.
La malattia grave è rara. Sebbene le persone vengano frequentemente curate in reparti di emergenza, raramente vengono ricoverate in ospedale. Si stima che il numero di decessi per norovirus negli Stati Uniti sia di circa 570-800 ogni anno, con la maggior parte di questi episodi nei giovani, negli anziani e nelle persone con sistema immunitario indebolito. I sintomi possono diventare potenzialmente letali, in questi gruppi, se la disidratazione o lo squilibrio elettrolitico vengono ignorati o non trattati.

### Diagnosi
La diagnosi specifica del norovirus viene regolarmente eseguita mediante test di reazione a catena della polimerasi (PCR) o test PCR quantitativi, che danno risultati entro poche ore. Questi test sono molto sensibili e possono rilevare fino a 10 particelle di virus.
Test come ELISA che usano anticorpi contro una miscela di ceppi di norovirus sono disponibili in commercio, ma mancano di specificità e sensibilità.
A causa della mancanza di una terapia specifica, gli esperti mettono in dubbio la necessità di costose diagnosi delle feci se la gastroenterite da norovirus è già stata rilevata nell'ambiente.

### Prevenzione
Dopo l'infezione, l'immunità allo stesso ceppo del virus - il genotipo - protegge dalla reinfezione da 6 mesi a 2 anni. Questa immunità non protegge completamente dalle infezioni da altri genotipi dello stesso virus.
In Canada, il norovirus è una malattia soggetta a denuncia mentre negli Stati Uniti e nel Regno Unito non deve essere segnalata.

### Lavaggio delle mani e disinfettanti
Il lavaggio delle mani, con acqua e sapone, è un metodo efficace per ridurre la trasmissione dei patogeni del norovirus. Strofinare le mani con alcol (≥62% di alcol isopropilico) può essere utile come seconda istanza, ma è meno efficace del lavaggio delle mani, poiché il norovirus manca di una custodia virale lipidica. Le superfici in cui possono essere presenti particelle di norovirus possono essere disinfettate con una soluzione dall'1,5% al 7,5% di candeggina per uso domestico in acqua o altri disinfettanti efficaci contro il norovirus.

### Strutture sanitarie
Nelle strutture sanitarie, la prevenzione delle infezioni nosocomiali comporta la pulizia ordinaria e straordinaria. Il vapore di alcol non infiammabile nei sistemi di CO2 viene utilizzato in ambienti sanitari in cui l'elettronica medica verrebbe influenzata negativamente dagli aerosol di cloro o da altri composti caustici.
Nel 2011, il CDC ha pubblicato una linea guida di pratica clinica che affronta le strategie da attuare per la prevenzione e il controllo delle epidemie di gastroenterite da norovirus in contesti sanitari. Sulla base di una revisione sistematica di studi scientifici pubblicati, la linea guida presenta 51 raccomandazioni specifiche basate sull'evidenza, che sono state organizzate in 12 categorie: 
1. precauzioni di isolamento dei pazienti
2. igiene delle mani
3. trasferimento dei pazienti e chiusura del reparto
4. gestione degli alimenti nel settore sanitario
5. diagnostica,
6. dispositivi di protezione individuale
7. pulizia ambientale
8. congedo e politica del personale
9. visitatori
10. istruzione
11. ricerca di casi attivi
12. comunicazione e notifica.

La linea guida identifica anche otto raccomandazioni ad alta priorità e suggerisce diverse aree che necessitano di ricerche future.

### Studi sui vaccini
Nel 2007 LigoCyte ha annunciato che stava lavorando a un vaccino e aveva iniziato gli studi di fase 1. Da allora la società è stata rilevata dalla Takeda Pharmaceutical Company. Nel 2019 anche un vaccino intramuscolare bivalente (NoV GI.1/GII.4) aveva completato gli studi di fase 1. Il vaccino si basa sull'utilizzo di una particella simile a un virus composta dalle proteine del capside del norovirus al fine di imitare la struttura esterna del virus. Dato che non c'è RNA in questa particella, non è in grado di riprodursi e non può causare un'infezione.

### Persistenza
Il norovirus può sopravvivere per lunghi periodi al di fuori di un ospite umano a seconda della superficie e delle condizioni di temperatura: può sopravvivere per settimane su superfici dure e morbide, e per mesi, forse anche anni, in acque stagnanti contaminate. Uno studio del 2006 ha scoperto che il virus è rimasto sulle superfici utilizzate per la preparazione degli alimenti sette giorni dopo la contaminazione.

### Rilevazione negli alimenti
Protocolli di routine per rilevare il norovirus nelle vongole e nelle ostriche mediante reazione a catena della polimerasi a retrotrascrizione sono impiegati da laboratori governativi come Food and Drug Administration (FDA) negli Stati Uniti.

## Trattamento
Non esiste una terapia specifica per trattare le persone con malattia da norovirus. L'infezione da norovirus non può essere trattata con antibiotici perché non è un'infezione batterica. I trattamenti mirano ad evitare complicazioni con misure come la gestione della disidratazione causata dalla perdita di liquidi attraverso il vomito e la diarrea, e per mitigare i sintomi usando antiemetici e antidiarroici.

## Epidemiologia

Andamento annuale delle segnalazioni di infezione da Norovirus in Inghilterra e Galles (2000–2011). Fonte: HPA

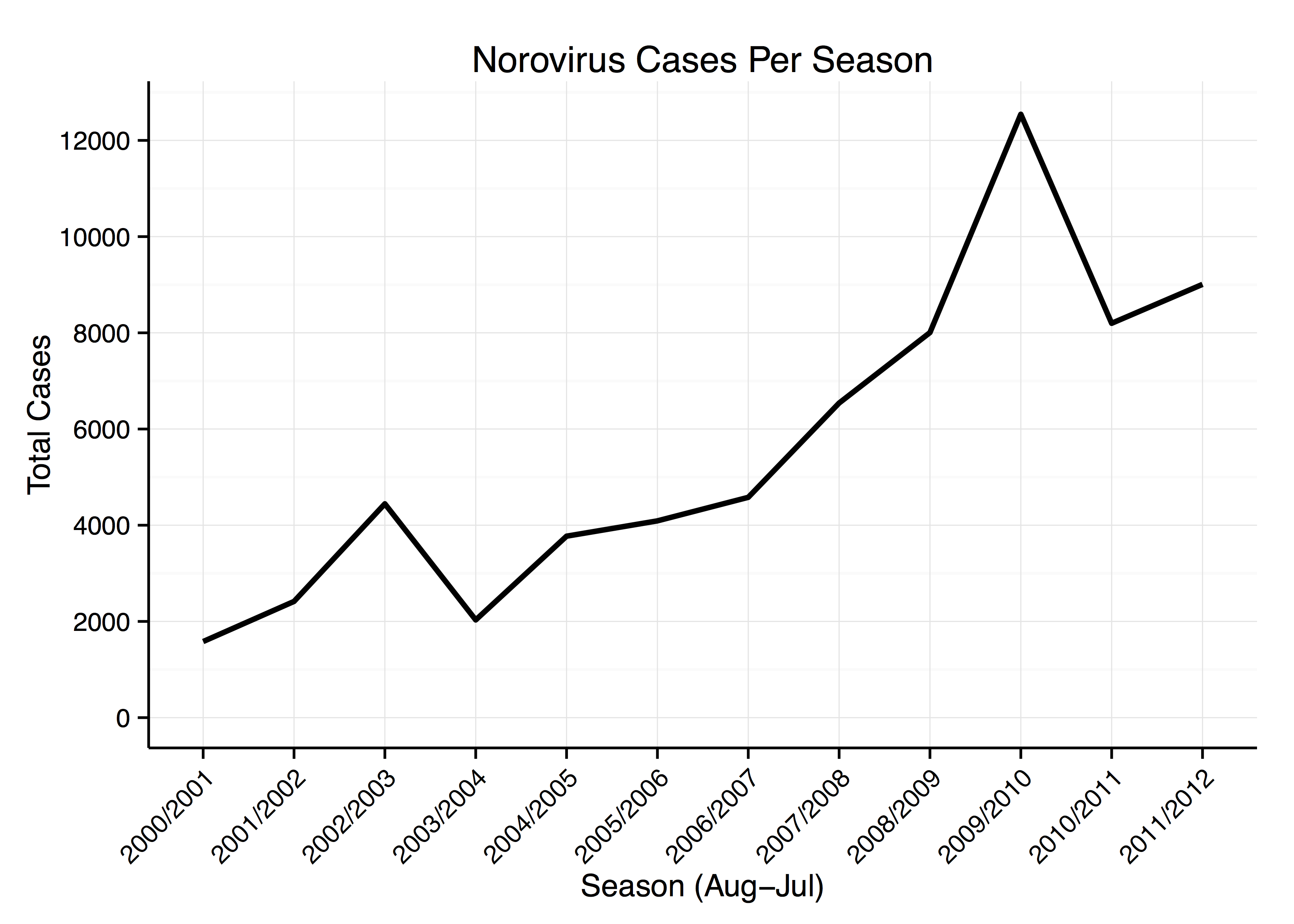
Rapporti di laboratorio sulle infezioni da norovirus in Inghilterra e Galles 2000–2012. Fonte: HPA, NB I metodi di test sono cambiati nel 2007

Il norovirus causa circa il 18% di tutti i casi di gastroenterite acuta in tutto il mondo. È relativamente comune nei paesi sviluppati e nei paesi in via di sviluppo a bassa mortalità (rispettivamente 20% e 19%) rispetto ai paesi in via di sviluppo ad alta mortalità (14%). Proporzionalmente provoca più malattie nelle persone presenti nelle comunità o nei pazienti ambulatoriali (rispettivamente 24% e 20%) rispetto ai pazienti ricoverati in ospedale (17%) per i quali altre cause sono più comuni.
L'età e l'emergere di nuovi ceppi di norovirus non sembrano influenzare la percentuale di gastroenterite attribuibile al norovirus.
Il norovirus è una causa comune di epidemie di gastroenterite sulle navi da crociera. Il CDC, attraverso il suo Programma di risanamento delle navi, registra e indaga le epidemie di malattie gastrointestinali - principalmente causate dal norovirus - su navi da crociera con un itinerario sia statunitense che estero. Ne sono state riscontrate 12 nel 2015 e 10 dal 1º gennaio a 9 maggio del 2016. Un focolaio può interessare oltre il 25% dei passeggeri e una percentuale inferiore di membri dell'equipaggio.

### Genetica umana
Studi epidemiologici hanno dimostrato che individui con diversi fenotipi ABO (H) (gruppo isto- sanguigno) sono infettati da ceppi NoV in modo specifico per genotipo. Il GII.4 include ceppi epidemici globali e si lega a più antigeni del gruppo isto-sanguigno rispetto ad altri genogruppi. La fucosil-transferasi FUT2 trasferisce uno zucchero fucosio alla fine del precursore ABO (H) nelle cellule gastrointestinali e nelle ghiandole salivari. Si ritiene che l'antigene ABH prodotto funga da recettore per il norovirus umano: una fucosiltransferasi FUT2 non funzionale fornisce un'alta protezione dal ceppo norovirus più comune, GII.4.
I portatori omozigoti di qualsiasi mutazione senza senso nel gene FUT2 sono chiamati non secretori, poiché non viene prodotto alcun antigene ABH. Circa il 20% dei caucasici è non-secretore a causa delle mutazioni senza senso di G428A e C571T in FUT2 e quindi ha una protezione forte, sebbene non assoluta, dal norovirus GII.4. I non-secretori possono ancora produrre antigeni ABH negli eritrociti, poiché il precursore è formato da FUT1. Alcuni genotipi di norovirus (GI.3) possono infettare i non-secretori.

### Storia
Il norovirus era stato originariamente chiamato "agente Norwalk" da Norwalk, Ohio, negli Stati Uniti, dove si è verificato un focolaio di gastroenterite acuta tra i bambini della Bronson Elementary School nel novembre 1968 (sebbene un focolaio fosse già stato scoperto nel 1936 a Roskilde, in Danimarca, dove è comunemente noto come "Roskilde syge" o "Malattia di Roskilde"). Nel 1972, la microscopia elettronica su campioni di feci umane immagazzinate ha identificato un virus, a cui è stato dato il nome di "virus Norwalk". Da allora sono stati segnalati numerosi focolai con sintomi simili. La clonazione e il sequenziamento del genoma del virus Norwalk hanno dimostrato che questi virus hanno un'organizzazione genomica coerente con i virus appartenenti alla famiglia dei Caliciviridae. Il nome "norovirus" è stato approvato dal Comitato internazionale per la tassonomia dei virus (ICTV) nel 2002. Nel 2011, tuttavia, l'ICTV ha pubblicato un comunicato stampa e una newsletter, che ha fortemente incoraggiato i media, le autorità sanitarie nazionali e la comunità scientifica a utilizzare il nome virus Norwalk, piuttosto che il nome del genere Norovirus, quando si fa riferimento a focolai della malattia. Questa è stata anche una risposta pubblica, dall'ICTV, alla richiesta di un individuo in Giappone tendente a rinominare il genere Norovirus a causa della possibilità di associazioni negative per le persone, in Giappone e altrove, che hanno il cognome "Noro". Prima che questa posizione di ICTV fosse resa pubblica, l'ICTV si consultò ampiamente con i membri del gruppo di studio Caliciviridae e discusse attentamente il caso.
Oltre che "Norwalk agent" e "Norwalk virus", il virus è stato anche chiamato "Norwalk-simil virus", "piccolo virus a struttura circolare" (SRSVs), influenza Spencer e "Snow Mountain virus".  Nomi comuni della malattia causata da norovirus ancora in uso comprendono "malattia di Roskilde", "malattia del vomito invernale",  "virus del vomito invernale", "gastroenterite virale" e "gastroenterite acuta non batterica".